# Numidijci
Numidijci, berbersko ljudstvo, ki je živelo v Numidiji, sedanji Alžiriji in manjšem delu Tunizije. Bili so eno od prvih ljudstev, ki so trgovali s Kartažani. Z naraščanjem kartažanske moči so se razvijali tudi odnosi z Numidijci. Kartažanska vojska je pogosto najemala njihovo konjenico, ki se je v drugi punski vojni izkazala za vrhunsko in je igrala pomembno vlogo v številnih bitkah. V prvem delu vojne se je vojskovala pod Hanibalovim poveljstvom, v drugem delu pa je prestopila na rimsko stran.

## Punske vojne
V času pred drugo punsko vojno  je bila Numidija razdeljena na Vzhodno in Zahodno Numidijo. V Vzhodni Numidiji, v kateri so živeli  Masili, je vladal kralj Masinisa, v Zahodni Numidiji, kjer so živeli Masesili,  pa kralj Sifaks.  Sifaks je leta 213 pr. n. št. prekinil zavezništvo s Kartažani in ga ponovno vzpostavil leta 208 pr. n. št. po poroki s Sofonisbo, hčerko Hasdrubala Giska. 
Po izkrcanju Rimljanov v severno Afriko je Sifaks poskušal doseči, da bi Hanon Barka in Publij Kornelij Scipion vzpostavila mir med največjima numidijskima ljudstvoma. Publij Scipion se je namesto z njim povezal z masilskim kraljem Masiniso in požgal njegov tabor. 
Masinisa je po rimski zmagi nad Kartažani kot nagrado za pomoč dobil Sifaksovo kraljestvo in ustanovil enotno Numidijsko kraljestvo. Začel je združevati numidijska plemena in v kraljestvo poskušal vključiti tudi Amazige, da bi iz njih nastal enoten narod z močnim kmetijstvom.
Mirovna pogodba med Kartagino in Rimom, Kartažanom ni dovoljevala vojskovanja brez soglasja Rima. Masinisa je izkoristil to določilo in začel osvajati kartažansko ozemlje. Pri tem se je posluževal raznih zvijač, vključno s trditvijo, da Kartagina ponovno gradi vojno ladjevje, ki je bilo s pogodbo prepovedano. Ko se je Kartagina pritožila, je Rim v Afriko poslal Katona Starejšega s komisijo, ki naj bi razsodila v sporu. Komisija je vztrajala, da se morata obe strani strinjati z njeno končno odločitvijo. Masinisa se je s tem strinjal, Kartagina pa je zaradi prejšnjih slabih izkušenj z neugodnimi rimskimi odločitvami zahtevo zavrnila. Katona, ki je v drugi punski vojni služil v rimski vojski, je zavrnitev prepričala, da je potrebna tretja punska vojna. V senatu je imel zato niz govorov, ki so se vsi končali s Ceterum censeo Carthaginem esse delendam (Razen tega zahtevam, da mora biti Kartagina uničena).
Skupina kartažanskih senatorjev je podprla mirovno pogodbo z Numudijci. Skupina je bila v večini, delno tudi zato, ker  se prebivalci Kartagine niso želeli ukloniti Rimu, nad katerim so tradicionalno dominirali. Pronubijske senatorje so nazadnje izgnali, ti pa so odšli po pomoč k Masinisu. Masinisa je poslal v Kartagino dva od svojih štirih sinov s prošnjo, da bi se izgnanci lahko vrnili. Kartalo, vodja demokratske skupine, ki je nasprotovala nubijskemu vmešavanju v njihove zadeve, je njihov prihod preprečil, Hamilkar, drugi vodja iste skupine, pa je skupino svojih pristašev poslal v napad na Masinisova sinova. 
Masinisa je zato poslal svojo vojsko oblegat kartažansko mesto Oroskopa, katero je kartažanska vojska pod Hasdrubalovim poveljstvom odbila. Med ujetniki sta bila tudi Masinisova sinova. Masinisov napad je postal še zadnji izgovor za napad na Kartagino.
Leta 149 pr. n. št. je Masinisa med tretjo punsko vojno umrl zaradi starosti. Nasledil ga je sin Micispa.

## Nadaljnja zgodovina
Micipsa so leta 118 pr. n. št. nasledili njegova sinova Hijempsal I. in Adrebal in Masinisov nezakonski vnuk Jugurta, ki je bil libijskega porekla in zelo priljubljen med Numidijci. Hijempsal in Jugurta sta se takoj po Micipsovi smrti sprla. Jugurta je Hijempsala ubil, kar je privedlo do odkrite vojne z Ardebalom.
Ko je Jugurta v bitki premagal Adrebala, je slednji pobegnil v Rim po pomoč. Rimski uradniki so, domnevno zaradi podkupnine, bolj verjetno pa zaradi želje, da se čim prej konča vojna v donosnem afriškem kraljestvu, ustavili vojskovanje z delitvijo Numidije na dva dela: Jugurta je dobil zahodno polovico, za katero je rimska propaganda kasneje trdila, da je bogatejša, v resnici pa je bila redkeje naseljena in manj razvita.

### Vojna z Rimom
Leta 112 pr. n. št. je Jugurta zopet začel vojno z Adrebalom in si z ubojem nekaj rimskih poslovnežev, ki so podpirali Adrebala, nakopal vojno z Rimom. Po kratki vojni se je Jugurta pod izredno ugodnimi mirovnimi pogoji vdal, kar je ponovno vzbudilo sume na podkupovanje. Lokalni rimski poveljnik je moral v Rim na zaslišanje zaradi korupcije, za katero ga je obtožil njegov politični tekmec Gaj Memij. V Rim je moral kot priča proti rimskemu poveljniku tudi Jugurta. V Rimu so ga popolnoma diskreditirali zaradi njegove vsem znane nasilne in brezobzirne preteklosti in umora numidijskega tekmeca.
Med Numidijo in Rimsko republiko je izbruhnila vojna. Rim je v severno Afriko poslal več legij pod poveljstvom Kvinta Cecilija Metela Numidijskega. Vojna se je razvlekla v dolge in na videz neskončne pohode, v katerih so Rimljani nameravali dokončno poraziti Jugurta. Razočaran zaradi očitnega pomanjkanja bojev se je Metelov poročnik Gaj Marij vrnil v Rim na volitve za konzula in bil izvoljen, potem pa se je vrnil v Numidijo, da bi prevzel poveljstvo bojišča. Svojega kvestorja Lucija Kornelija Sula je poslal v sosednjo Mavretanijo, da bi prekinil njeno podporo Jugurtu. Sula je s pomočjo Bokha I. Mavretanskega Jogurta ujel, ga vklenjenega pripeljali v Rim in končal vojno. 
Jugurta so vklenjenega odpeljali v Rim in zaprli v Mamertinsko ječo. Leta 104 pr. n. št. so ga v Marijevem slavnostnem sprevodu razkazovali po rimskih ulicah in ga nato usmrtili.

### Razdeljeno kraljestvo
Po smrti Jugurte je bil skrajni zahod Numidije dodan deželi Bokha I., kralja Mavretanije. Okrnjeno kraljestvo so še naprej upravljali domači knezi. Kaže, da je bilo kraljestvo ob smrti kralja Gaude leta 88 pr. n. št. razdeljeno na večjo, vzhodno deželo in manjše, zahodno kraljestvo (približno Petite Kabylie). Kralji vzhoda so kovali kovance, medtem ko znani kovanci zahodnih kraljev niso ohranjeni. Zahodni kralji so morda bili vazali vzhodnih.
Državljanska vojna med Cezarjem in Pompejem je leta 46 pr. n. št. končala neodvisno Numidijo. Zahodno kraljestvo med rekama Savo (Oued Soummam) in Ampsaga (Oued-el-Kebir) je prešlo v roke Bokha II., medtem ko je vzhodno kraljestvo postalo rimska provinca. Preostanek zahodnega kraljestva in mesto Cirta, ki je morda pripadalo obema kraljestvoma, je pod Publijem Sitijem za kratek čas postalo avtonomna kneževina. Med letoma 44 in 40 pr. n. št. je bilo staro zahodno kraljestvo ponovno pod numidijskim kraljem Arabijem, ki je ubil Sitija in prevzel njegovo mesto. Vpleten je bil v državljanske vojne v Rimu in bil sam ubit.

### Rimska provinca
Vzhodna Numidija je bila priključena leta 46 pr. n. št., da bi ustvarila novo rimsko provinco, Africa Novo. Zahodna Numidija je bila prav tako priključena kot del province Africa Nova po smrti njenega zadnjega kralja Arabija leta 40 pr. n. št., nato pa je provinco (razen Zahodne Numidije) cesar Avgust leta 25 pr. n. št. združil s provinco Africa Vetus, v ustanovil novo provinco Africa Proconsularis. V kratkem obdobju (30–25 pr. n. št.) je Juba II. (sin Juba I.) vladal kot klientski kralj Numidije na ozemlju nekdanje province Afrika Nova.
Leta 40 n. št. je bil zahodni del prokonzula Afrike, vključno z legijsko garnizijo, postavljen pod cesarski legat in je dejansko postal ločena provinca Numidija, čeprav je bil legat Numidije nominalno podrejen prokonzulu Afrike do leta 203 n. št. Leta 193 n. št. je bila pod vodstvom Septimija Severja Numidija ločena od Afrike prokonzularis in jo je vodil cesarski prokurator.
Po Dioklecijanovih državnih reformah je bila Numidija razdeljena na dve provinci: severni del je postal Numidia Cirtensis z glavnim mestom Cirta, medtem ko je južna, ki je vključevala gorovje Aurès in je bila ogrožena zaradi napadov, postala Numidia Militiana, 'vojaška Numidija', s prestolnico v legijski bazi Lambaesis. Cesar Konstantin Veliki je provinci ponovno združil in novo provinco upravljal iz Cirte, katero je sebi v čast preimenoval v Constantina (sodobni Constantine, Alžirija). Guverner je bil leta 320 povišan na položaj konzula. Provinca je do invazije Vandalov leta 428 ostala ena od sedmih provinc Afriške dioceze. Afriška dioceza je po invaziji začela propadati, delno tudi zaradi širjenja puščave. Provinca je ostala pod vandalsko oblastjo, vendar je bila zaradi vpadov Berberov omejena samo na obalni pas. Po vandalskih vojnah z Bizantinskim cesarstvom je postala del nove pretorijanske prefekture Afrike.

### Islamska osvojitev
Območje Tunizije so v 7. stoletju osvojili arabski muslimani. S tem je nastopilo dolgo obdobje prevlade arabske kulture, ki je iz dežele v veliki meri izrinila rimsko-krščanski način življenja, tamkašnji prebivalci, tudi potomci Numidijcev, pa so se pomuslimanili. Opisovano dobo je s svojim vladanjem zaznamovalo več dinastij; med pomembnejšimi so Fatimidi (909–973) in Zeiridi (10. stoletje).

## Vira
- J. F. Lazenby, Hannibal's War, London, 1978.
- B. H. Warmington, Carthage, A History, Barnes and Noble Books, 1993.